# Tenis en los Juegos Panamericanos

Tenis

El Tenis es un deporte incluido en el calendario de los Juegos Panamericanos desde la primera edición de los juegos en Buenos Aires 1951, solo no se disputó en una ocasión en los juegos de Cali 1971.
Actualmente es celebrado en torneos de individuales y dobles, tanto femenino como masculino. Los dobles mixtos se disputaron de forma continua hasta 1995, después de una ausencia en 1999, 2003 y 2007, volvió al calendario panamericano en 2011. Un torneo por equipos para hombres y mujeres se llevó a cabo sólo en las ediciones de 1991 y 1995.

## Medallero Histórico
Actualizado Santiago 2023
| Lugar | Nación                     |    |    |     | Total |
| ----- | -------------------------- | -- | -- | --- | ----- |
| 1     | Estados Unidos (USA)       | 27 | 14 | 22  | 63    |
| 2     | Argentina (ARG)            | 17 | 15 | 15  | 47    |
| 3     | Brasil (BRA)               | 17 | 8  | 14  | 39    |
| 4     | México (MEX)               | 14 | 19 | 17  | 50    |
| 5     | Venezuela (VEN)            | 5  | 2  | 5   | 12    |
| 6     | Colombia (COL)             | 4  | 5  | 1   | 10    |
| 7     | Chile (CHI)                | 3  | 13 | 7   | 23    |
| 8     | Puerto Rico (PUR)          | 1  | 6  | 10  | 17    |
| 9     | Canadá (CAN)               | 1  | 3  | 3   | 7     |
| 10    | Ecuador (ECU)              | 1  | 2  | 4   | 7     |
| 11    | República Dominicana (DOM) | 0  | 1  | 3   | 4     |
| 12    | Paraguay (PAR)             | 0  | 1  | 2   | 3     |
| 13    | Uruguay (URU)              | 0  | 1  | 1   | 2     |
| 14    | Bolivia (BOL)              | 0  | 1  | 0   | 1     |
| 15    | Cuba (CUB)                 | 0  | 0  | 7   | 7     |
| 16    | Perú (PER)                 | 0  | 0  | 2   | 2     |
| 17    | Costa Rica (CRC)           | 0  | 0  | 1   | 1     |
| 18    | Guatemala (GUA)            | 0  | 0  | 1   | 1     |
| Total | Total                      | 86 | 86 | 108 | 280   |

## Resultados

### Eventos

#### Individual masculino
| Edición             | Oro                 | Plata                  | Bronce              |
| ------------------- | ------------------- | ---------------------- | ------------------- |
| Buenos Aires 1951   | Enrique Morea       | Alejo Russell          | Gustavo Palafox     |
| México 1955         | Arthur Larsen       | Enrique Morea          | Luis Ayala          |
| Chicago 1959        | Luis Ayala          | Robert Bedard          | John Douglas        |
| São Paulo 1963      | Ronald Barnes       | Mario Llamas           | Francisco Contreras |
| Winnipeg 1967       | Thomaz Koch         | Herbert Fitzgibbon     | Arthur Ashe         |
| Cali 1971           | evento no disputado | evento no disputado    | evento no disputado |
| México 1975         | Kenneth Walts       | Adolfo González        | Freddy de Jesús     |
| San Juan 1979       | Mel Purcell         | Ricardo Acuña          | Andrés Gómez        |
| Caracas 1983        | Greg Holmes         | Fernando Pérez         | Christian Miniussi  |
| Indianápolis 1987   | Fernando Roese      | Al Parker              | Luke Jensen         |
| La Habana 1991      | Luis Herrera        | David DiLucia          | Marcelo Saliola     |
| Mar del Plata 1995  | Hernán Gumy         | Javier Frana           | Jimy Szymanski      |
| Winnipeg 1999       | Paul Goldstein      | Cecil Mamiit           | David Nalbandian    |
| Winnipeg 1999       | Paul Goldstein      | Cecil Mamiit           | Paulo Taicher       |
| Santo Domingo 2003  | Fernando Meligeni   | Marcelo Ríos           | José de Armas       |
| Santo Domingo 2003  | Fernando Meligeni   | Marcelo Ríos           | Alex Kim            |
| Río de Janeiro 2007 | Flávio Saretta      | Adrián García          | Eduardo Schwank     |
| Guadalajara 2011    | Robert Farah        | Rogério Dutra da Silva | Víctor Estrella     |
| Toronto 2015        | Facundo Bagnis      | Nicolás Barrientos     | Dennis Novikov      |
| Lima 2019           | João Menezes        | Tomás Barrios          | Guido Andreozzi     |
| Santiago 2023       | Facundo Díaz Acosta | Tomás Barrios          | Thiago Monteiro     |

#### Dobles masculino
| Edición             | Oro                                   | Plata                                       | Bronce                                                |
| ------------------- | ------------------------------------- | ------------------------------------------- | ----------------------------------------------------- |
| Buenos Aires 1951   | Enrique Morea Alejo Russell           | Luis Ayala Carlos Sanhueza                  | Gustavo Palafox Anselmo Puente                        |
| México 1955         | Mario Llamas Gustavo Palafox          | Bandera de Argentina · Bandera de Argentina | Bandera de Estados Unidos · Bandera de Estados Unidos |
| Chicago 1959        | Antonio Palafox Gustavo Palafox       | Bandera de Argentina · Bandera de Argentina | Bandera de Estados Unidos · Bandera de Estados Unidos |
| São Paulo 1963      | Ronald Barnes Carlos Fernandes        | Bandera de México · Bandera de México       | Iarte Adam Thomaz Koch                                |
| Winnipeg 1967       | Thomaz Koch José Mandarino            | Bandera de México · Bandera de México       | Bandera de Ecuador · Bandera de Ecuador               |
| Cali 1971           | evento no disputado                   | evento no disputado                         | evento no disputado                                   |
| México 1975         | Kenneth Walts Bruce Manson            | Adolfo González Raúl Contreras              | João Américo Soares Júnior João Carlos Schimdt Filho  |
| San Juan 1979       | Andy Kohlberg Mel Purcell             | Ricardo Acuña Héctor Pérez                  | Ricky Diaz Ernie Fernández                            |
| Caracas 1983        | Eric Korita Jon Levine                | Bandera de México · Bandera de México       | Bandera de Venezuela · Bandera de Venezuela           |
| Indianápolis 1987   | Luke Jensen Patrick McEnroe           | Bandera de México · Bandera de México       | Bandera de Costa Rica · Bandera de Costa Rica         |
| Indianápolis 1987   | Luke Jensen Patrick McEnroe           | Bandera de México · Bandera de México       | Bandera de Guatemala · Bandera de Guatemala           |
| La Habana 1991      | Miguel Nido Joey Rive                 | Bandera de México · Bandera de México       | Bandera de Cuba · Bandera de Cuba                     |
| La Habana 1991      | Miguel Nido Joey Rive                 | Bandera de México · Bandera de México       | Bandera de Puerto Rico · Bandera de Puerto Rico       |
| Mar del Plata 1995  | Javier Frana Luis Lobo                | Juan Bianchi Pacheco Nicholas Pereira       | Sergio Cortés Gabriel Silberstein                     |
| Mar del Plata 1995  | Javier Frana Luis Lobo                | Juan Bianchi Pacheco Nicholas Pereira       | Ricardo Herrera López Mario Pacheco                   |
| Winnipeg 1999       | André Sá Paulo Taicher                | Marco Osorio Salinas Óscar Ortiz            | Bob Bryan Mike Bryan                                  |
| Winnipeg 1999       | André Sá Paulo Taicher                | Marco Osorio Salinas Óscar Ortiz            | Maurice Ruah Johny Romero                             |
| Santo Domingo 2003  | Santiago González Alejandro Hernández | Adrián García Marcelo Ríos                  | Cristian Villagrán Carlos Berlocq                     |
| Santo Domingo 2003  | Santiago González Alejandro Hernández | Adrián García Marcelo Ríos                  | Alex Bogomolov Jr. Jeff Morrison                      |
| Río de Janeiro 2007 | Horacio Zeballos Eduardo Schwank      | Adrián García Jorge Aguilar                 | Santiago González Víctor Romero                       |
| Guadalajara 2011    | Juan Sebastián Cabal Robert Farah     | Júlio César Campozano Roberto Quiroz        | Nicholas Monroe Greg Ouelette                         |
| Toronto 2015        | Nicolás Jarry Hans Podlipnik          | Guido Andreozzi Facundo Bagnis              | Gonzalo Escobar Emilio Gómez                          |
| Lima 2019           | Roberto Quiroz Gonzalo Escobar        | Guido Andreozzi Facundo Bagnis              | Sergio Galdós Juan Pablo Varillas                     |
| Santiago 2023       | Gustavo Heide Marcelo Demoliner       | Alejandro Tabilo Tomás Barrios              | Nick Hardt Roberto Cid                                |

#### Individual femenino
| Edición             | Oro                  | Plata                | Bronce               |
| ------------------- | -------------------- | -------------------- | -------------------- |
| Buenos Aires 1951   | María Terán          | Felisa Piérola       | Imelda Ramírez       |
| México 1955         | Rosa María Reyes     | Yolanda Ramírez      | Ingrid Metzner       |
| Chicago 1959        | Althea Gibson        | Yolanda Ramírez      | Dorothy Knode        |
| São Paulo 1963      | Maria Bueno          | Yolanda Ramírez      | Darlene Hard         |
| Winnipeg 1967       | Elena Subirats       | Patsy Rippy          | Jane Albert          |
| Cali 1971           | evento no disputado  | evento no disputado  | evento no disputado  |
| México 1975         | Lele Forood          | Pat Medrado          | Leyla Musalem        |
| San Juan 1979       | Susan Hagey          | Trey Lewis           | María Llamas         |
| Caracas 1983        | Gretchen Rush        | Gigi Fernández       | Heliene Steden       |
| Indianápolis 1987   | Gisele Miró          | Adriana Isaza        | María Méndez         |
| Indianápolis 1987   | Gisele Miró          | Adriana Isaza        | Patricia Miller      |
| La Habana 1991      | Pam Shriver          | Joelle Schad         | Andrea Vieira        |
| Mar del Plata 1995  | Florencia Labat      | Ann Grossman         | Chanda Rubin         |
| Winnipeg 1999       | María Vento-Kabchi   | Tara Snyder          | Mariana Díaz-Oliva   |
| Winnipeg 1999       | María Vento-Kabchi   | Tara Snyder          | Alexandra Stevenson  |
| Santo Domingo 2003  | Milagros Sequera     | Sarah Taylor         | Kristina Brandi      |
| Santo Domingo 2003  | Milagros Sequera     | Sarah Taylor         | Ansley Cargill       |
| Río de Janeiro 2007 | Milagros Sequera     | Mariana Duque Mariño | Betina Jozami        |
| Guadalajara 2011    | Irina Falconi        | Mónica Puig          | Christina McHale     |
| Toronto 2015        | Mariana Duque Mariño | Victoria Rodríguez   | Mónica Puig          |
| Lima 2019           | Nadia Podoroska      | Caroline Dolehide    | Verónica Cepede Royg |
| Santiago 2023       | Laura Pigossi        | María Lourdes Carlé  | Julia Riera          |

#### Dobles femenino
| Edición             | Oro                               | Plata                                                 | Bronce                                          |
| ------------------- | --------------------------------- | ----------------------------------------------------- | ----------------------------------------------- |
| Buenos Aires 1951   | María Terán Felisa Piérola        | Imelda Ramírez Hilda Heyms                            | Helena Stark Silvia Villari                     |
| México 1955         | Rosa María Reyes Esther Reyes     | Bandera de Argentina · Bandera de Argentina           | Ingrid Charlotte Metzner María Esther Bueno     |
| Chicago 1959        | Yolanda Ramírez Rosa María Reyes  | Bandera de Estados Unidos · Bandera de Estados Unidos | Bandera de México · Bandera de México           |
| São Paulo 1963      | Darlene Hard Carole Caldwell      | María Esther Bueno Maureen Schwartz                   | Yolanda Ramírez Elena Subirats                  |
| Winnipeg 1967       | Jane Albert Patsy Rippy           | Bandera de Ecuador · Bandera de Ecuador               | Bandera de Canadá · Bandera de Canadá           |
| Cali 1971           | evento no disputado               | evento no disputado                                   | evento no disputado                             |
| México 1975         | Sandra Stap Stephanie Tolleson    | María Cristina Andrade Wanda Bustamante Ferraz        | Iluminada Concepción María E. Domínguez         |
| San Juan 1979       | Ann Henricksson Susan Hagey       | Nicole Marois Hélène Pelletier                        | Beatriz Fernández Crissy González               |
| Caracas 1983        | Gretchen Rush Louise Allen        | Bandera de Puerto Rico · Bandera de Puerto Rico       | Bandera de México · Bandera de México           |
| Indianápolis 1987   | Sonia Hahn Ronni Reis             | Bandera de Argentina · Bandera de Argentina           | Bandera de México · Bandera de México           |
| Indianápolis 1987   | Sonia Hahn Ronni Reis             | Bandera de Argentina · Bandera de Argentina           | Bandera de Puerto Rico · Bandera de Puerto Rico |
| La Habana 1991      | Pam Shriver Donna Faber           | Andrea Vieira Claudia Chabalgoti                      | Paula Cabezas Bárbara Castro                    |
| La Habana 1991      | Pam Shriver Donna Faber           | Andrea Vieira Claudia Chabalgoti                      | Bandera de México · Bandera de México           |
| Mar del Plata 1995  | Mercedes Paz Patricia Tarabini    | Bandera de Estados Unidos · Bandera de Estados Unidos | Andrea Vieira Luciana Camargo Tella             |
| Mar del Plata 1995  | Mercedes Paz Patricia Tarabini    | Bandera de Estados Unidos · Bandera de Estados Unidos | Bandera de México · Bandera de México           |
| Winnipeg 1999       | Joana Santos Vanessa Menga        | Bárbara Castro Paula Cabezas                          | Mariana Díaz-Oliva Clarisa Fernández            |
| Winnipeg 1999       | Joana Santos Vanessa Menga        | Bárbara Castro Paula Cabezas                          | Renata Kolbovic Aneta Soukup                    |
| Santo Domingo 2003  | Bruna Coloso Joana Cortez         | Kristina Brandi Vilmarie Castellvi                    | Yamile Fors Yanet Núñez                         |
| Santo Domingo 2003  | Bruna Coloso Joana Cortez         | Kristina Brandi Vilmarie Castellvi                    | Karin Palme Melissa Torres                      |
| Río de Janeiro 2007 | Betina Jozami Jorgelina Cravero   | Mariana Duque Marino Karen Castiblanco                | Teliana Pereira Joana Cortez                    |
| Guadalajara 2011    | María Irigoyen Florencia Molinero | Irina Falconi Christina McHale                        | Catalina Castaño Mariana Duque Mariño           |
| Toronto 2015        | Gabriela Dabrowski Carol Zhao     | Victoria Rodríguez Marcela Zacarías                   | María Irigoyen Paula Ormaechea                  |
| Lima 2019           | Usue Arconada Caroline Dolehide   | Verónica Cepede Royg Montserrat González              | Luisa Stefani Carolina Alves                    |
| Santiago 2023       | Laura Pigossi Luisa Stefani       | María Fernanda Herazo María Paulina Pérez             | María Lourdes Carlé Julia Riera                 |

#### Dobles mixto
| Edición            | Oro                                    | Plata                                           | Bronce                                                                  |
| ------------------ | -------------------------------------- | ----------------------------------------------- | ----------------------------------------------------------------------- |
| Buenos Aires 1951  | Imelda Ramírez Gustavo Palafox         | Felisa Piérola Enrique Morea                    | Bandera de Argentina · Bandera de Argentina                             |
| México 1955        | Yolanda Ramírez Gustavo Palafox        | Bandera de Argentina · Bandera de Argentina     | Bandera de Argentina · Bandera de Argentina                             |
| Chicago 1959       | Yolanda Ramírez Gustavo Palafox        | Bandera de México · Bandera de México           | Bandera de Estados Unidos · Bandera de Estados Unidos                   |
| São Paulo 1963     | Yolanda Ramírez Francisco Contreras    | María Esther Bueno Thomaz Koch                  | Bandera de Estados Unidos · Bandera de Estados Unidos                   |
| Winnipeg 1967      | Jane Albert Arthur Ashe                | Bandera de México · Bandera de México           | Bandera de Ecuador · Bandera de Ecuador                                 |
| Cali 1971          | evento no disputado                    | evento no disputado                             | evento no disputado                                                     |
| México 1975        | Lele Forood Hank Pfister               | María Annexy Freddy de Jesús                    | Alejandra Vallejo Adolfo González                                       |
| San Juan 1979      | Marlin Noriega Juan Bóveda             | Ann Henricksson Fritz Buehning                  | Alejandra Vallejo Javier Ordaz                                          |
| Caracas 1983       | Nuria Alasia Iñaki Calvo               | Bandera de México · Bandera de México           | Bandera de Estados Unidos · Bandera de Estados Unidos                   |
| Indianápolis 1987  | Lucila Becerra Gilberto Cicero         | Bandera de Argentina · Bandera de Argentina     | Gisele Miró Fernando Roese                                              |
| Indianápolis 1987  | Lucila Becerra Gilberto Cicero         | Bandera de Argentina · Bandera de Argentina     | Bandera de Cuba · Bandera de Cuba                                       |
| La Habana 1991     | Pam Shriver David DiLucia              | Claudia Chabalgoti William Kyriakos Junior      | Bandera de la República Dominicana · Bandera de la República Dominicana |
| La Habana 1991     | Pam Shriver David DiLucia              | Claudia Chabalgoti William Kyriakos Junior      | Bandera de Puerto Rico · Bandera de Puerto Rico                         |
| Mar del Plata 1995 | Shaun Stafford Jack Waite              | Bandera de Argentina · Bandera de Argentina     | Bandera de Cuba · Bandera de Cuba                                       |
| 1999-2007          | evento no disputado                    | evento no disputado                             | evento no disputado                                                     |
| Guadalajara 2011   | Ana Paula de la Peña Santiago González | Andrea Koch Benvenuto Guillermo Rivera Aránguiz | Ana Clara Duarte Rogério Dutra da Silva                                 |
| Toronto 2015       | María Irigoyen Guido Andreozzi         | Gabriela Dabrowski Philip Bester                | Verónica Cepede Royg Diego Galeano                                      |
| Lima 2019          | Alexa Guarachi Nicolás Jarry           | Noelia Zeballos Federico Zeballos               | Anastasia Iamachkine Sergio Galdós                                      |
| Santiago 2023      | Yuliana Lizarazo Nicolás Barrientos    | Luisa Stefani Marcelo Demoliner                 | Martina Capurro Taborda Facundo Díaz Acosta                             |

### Eventos discontinuados

#### Equipos masculino
| Edición            | Oro       | Plata       | Bronce         |
| ------------------ | --------- | ----------- | -------------- |
| La Habana 1991     | Brasil    | Puerto Rico | Chile          |
| La Habana 1991     | Brasil    | Puerto Rico | Cuba           |
| Mar del Plata 1995 | Argentina | Uruguay     | Chile          |
| Mar del Plata 1995 | Argentina | Uruguay     | Estados Unidos |

#### Equipos femenino
| Edición            | Oro       | Plata     | Bronce         |
| ------------------ | --------- | --------- | -------------- |
| La Habana 1991     | Brasil    | Venezuela | Chile          |
| La Habana 1991     | Brasil    | Venezuela | Cuba           |
| Mar del Plata 1995 | Argentina | Chile     | Brasil         |
| Mar del Plata 1995 | Argentina | Chile     | Estados Unidos |